# Francesc Vallverdú
Francesc Vallverdú  (* 1. Dezember 1935 in Barcelona; † 12. Juni 2014 ebenda) war ein spanischer Dichter, Verleger, Übersetzer, Linguist und Katalanist.

## Leben und Werk
Vallverdú studierte Rechtswissenschaft und trat 1966 in den 1961 von Max Cahner (1936–2013) gegründeten Verlag Edicions 62 ein. Er machte sich einen Namen als Dichter und Übersetzer in der neu aufstrebenden katalanischen Sprache sowie als autodidaktisch gebildeter Soziolinguist des Katalanischen, eingeführt durch Lektüre der US-amerikanischen Schule (vor allem Joshua Fishman) und als Gründungsmitglied (von 1991 bis 1999 Präsident) der seit 1973 existierenden (offiziell 1981 gegründeten) Grup Català de Sociolingüística (heute: Associació de Sociolingüistes de Llengua Catalana, ASOLC), deren Zeitschrift Treballs de Sociolingüística catalana er von 1977 bis 2002 herausgab. Von 1985 bis 2006 war er Leiter der Sprachabteilung der katalanischen Rundfunk- und Fernsehanstalt (Corporación Catalana de Radio y Televisión). Er war Mitglied des Institut d’Estudis Catalans und Ehrenmitglied der Associació d'Escriptors en Llengua Catalana, sowie Träger des Creu-de-Sant-Jordi-Preises (1986).

## Werke
- L'escriptor català i el problema de la llengua, Barcelona, Edicions 62, 1968, 1975.
  - (spanisch) Sociología y lengua en la literatura catalana, Madrid, Edicusa, 1971 (erweiterte Fassung)
- Dues llengües, dues funcions ? La història contemporània de Catalunya, des d'un punt de vista sociolingüístic, Edicions 62, 1970,  5. Auflage 1984.
  - (spanisch) Ensayos sobre bilingüismo, Barcelona, Ariel, 1972 (erweiterte Fassung).
- El Fet lingüístic com a fet social. Assaig de lingüística institucional, Barcelona, Edicions 62, 1973, 1977.
- La normalització lingüística a Catalunya, Barcelona, Laia, 1979.
- Aproximació crítica a la sociolingüística catalana, Barcelona, Edicions 62, 1980.
- El Conflicto linguïstico en Cataluña. Historia y present, Barcelona, Península, 1981 (spanisch).
- Escrits sobre poetes i poesia, Manacor, Tià de Sa Real, 1985.
- Elocució i ortologia catalanes, Barcelona, El Jonc, 1986.
- L'ús del català, un futur controvertit. Qüestions de normalització lingüística al llindar del segle XXI, Barcelona, Edicions 62, 1990.
- Velles i noves qüestions de sociolingüística, Barcelona, Edicions 62, 1998.
- El català estàndard i els mitjans audiovisuals, Barcelona, Edicions 62, 2000.
- (Hrsg.) Enciclopèdia de la llengua catalana, Barcelona, Edicions 62, 2001.

### Eigene Dichtung
- Temps sense treva. Obra poètica completa, Palma de Mallorca, L. Muntaner, 2009 (Vorwort von Àlex Broch, *1947).

### Übersetzer
- Giovanni Boccaccio, Decameró, 2 Bde., Barcelona, Edicions 62, 1984.

Ferner Übersetzungen ins Katalanische von Pietro Aretino, Italo Calvino, Alberto Moravia, Cesare Pavese und Leonardo Sciascia.